# アブー・バクル・アル＝バグダーディー
アブー・バクル・アル＝バグダーディー（アラビア語: أبو بكر البغدادي, Abū Bakr al-Baghdādī、1971年7月28日 - 2019年10月26日）は、サラフィー・ジハード主義組織ISILの指導者、カリフ（自称、イスラム社会を含め国際社会で承認する動きはない）。別名はアブー・ドゥアー（アラビア語: أبو دعاء, Abū Duʿāʾ）。
通称としてアブー・バクル・アル＝フサイニー・アル＝クラシー・アル＝バグダーディー（アラビア語：أبو بكر الحسيني القرشي البغدادي, Abū Bakr al-Ḥusaynī al-Qurashī al-Baghdādī、口語アラビア語発音：アブー・バクル・アル＝フセイニー・アル＝クラシー・アル＝バグダーディー、英字表記例：Abu Bakr al-Husseini al-Qurashi al-Baghdadi）で知られる。
本名はイブラヒーム・アウワード・イブラヒーム・アリー・アル＝バドリー・アッ＝サーマッラーイー（アラビア語：إبراهيم عواد إبراهيم علي البدري السامرائي, Ibrāhīm ʿAwwād Ibrāhīm ʿAlī al-Badrī al-Sāmarrāʾī、英字表記例：Ibrahim Awwad Ibrahim Ali Al-Badri Al-Samarrai）とされている。

## 来歴

### 青年期
1971年、イラクのサーマッラー生まれ。預言者ムハンマドの出身部族であるクライシュ族の血を引くブーバドリー族の出身。1994年から2004年までの10年間、バグダード西部のトブチで貧困生活を送っていた。
2013年7月にインターネット上で回覧された聖戦主義者フォーラムの記述によれば、バグダードのイスラーム大学（現在のイラク大学）でイスラーム学の学士・修士および博士号を取得している。一方で、取得したのは教育学の博士号だったという説もある。
元イラク副大統領のターリク・アル＝ハーシミー（タリク・ハシミ）が得た情報によると、バグダーディーは2003年のイラク戦争時にはバアス党の党員として活動していたとされるが、モスクで聖職者をしていたとする説もある。
2004年2月にアメリカ合衆国に対する抵抗組織の設立に関与した容疑で拘束され、キャンプ・ブッカに収容される。キャンプ・ブッカでの収容中に過激な思想の影響を受け、後のISILの主要メンバーとの人脈を築いたとされる。12月に釈放されると、キャンプ・ブッカの仲間たちとともにアブー・ムスアブ・アッ＝ザルカーウィーのイラクの聖戦アル＝カーイダ組織に加わる。しかし、アメリカ陸軍のケネス・キング大佐は「バグダーディーは2009年まで収容されていた」と証言しているが、これを裏付ける記録は残っていない。一方、イラク政府の公文書によると最初の妻との間に2000～08年にかけて息子2人、娘2人をもうけているとされ、前述の拘束期間との間に整合性が取れない情報もある。

### テロリスト
釈放後、2006年にはムジャーヒディーン諮問評議会に加わり、「イラク・イスラム国」ではアミール（指導者）のアブー・ウマル・アル＝バグダーディーの下でウサーマ・ビン・ラーディンらアルカーイダ幹部との連絡役を務めていたという。アブー・ウマル・アル＝バグダーディーが2010年に殺害されると、その後を受けて5月16日にアミールに就任し、同時に諮問評議会の幹部になった。
2011年5月、ビン・ラーディンが殺害されると声明を発表し、報復を宣言。5月5日には2011年ヒッラ爆弾テロ事件を引き起こし、死者24人、負傷者72人を出し、8月15日には自爆テロで70人殺害した。その後、バグダーディーはウェブサイト上で「今後100の都市でテロを実行する」と表明。これを受け、アメリカ合衆国国務省は10月4日、バグダーディーの拘束に繋がる有益な情報に対して1,000万ドル（約10億円）の報奨金を支払うと発表したが、アメリカ軍のイラク撤退後にバグダードにて爆弾テロ事件を引き起こし、60人以上の死者と160人以上の負傷者を出している。

### 自称カリフ

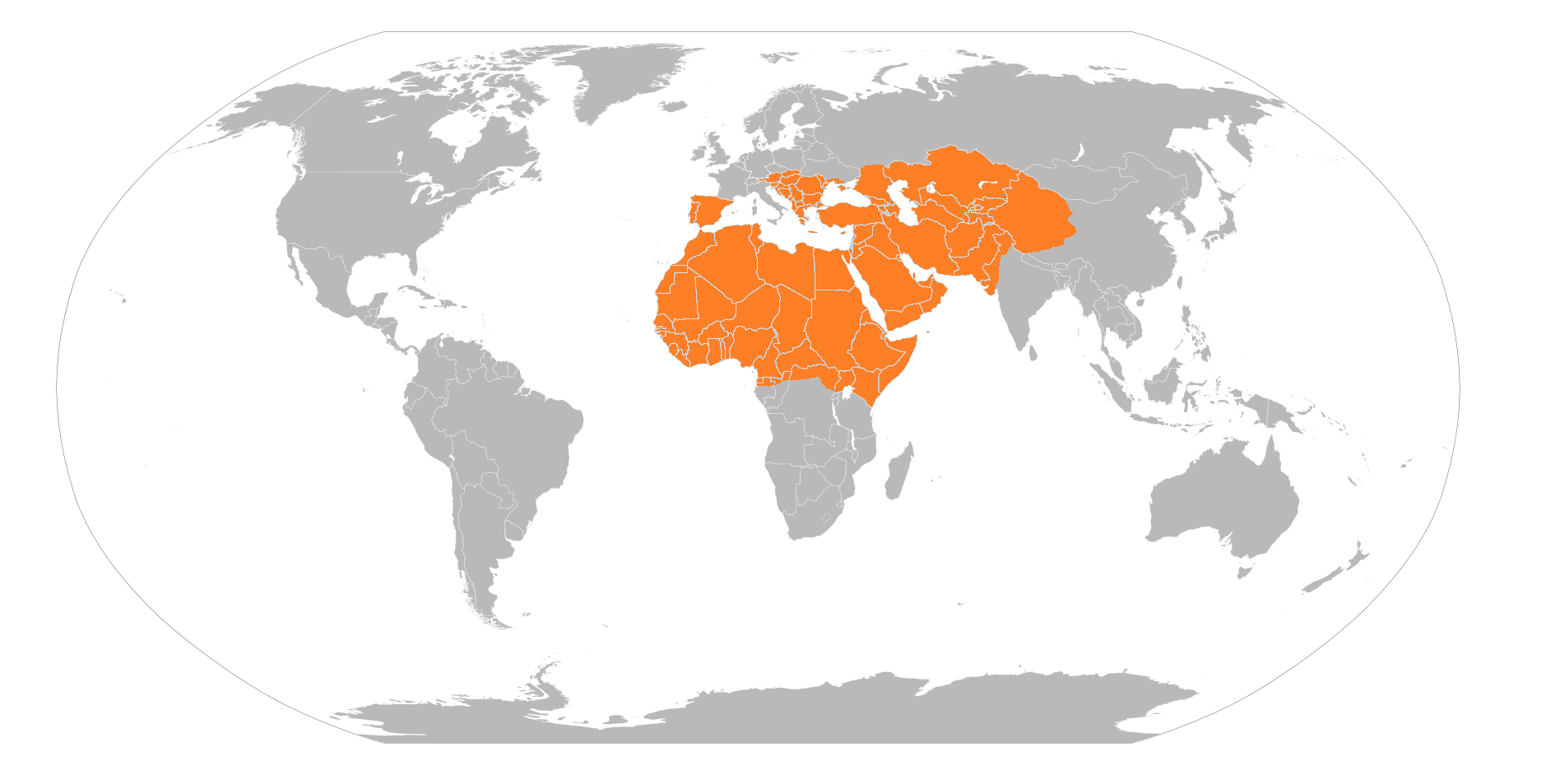
ISILが主張する支配領域

2013年4月8日、シリアの過激派組織アル＝ヌスラ戦線とイラクのサラフィー・ジハード主義組織イラクのイスラム国の合併を宣言し、組織名を「イラクとレバントのイスラム国(ISIL)」と改称した。アルカーイダのアイマン・ザワーヒリーは5月にISILの解散命令を出したが、バグダーディーは命令を無視してシリアへの介入を進め、シリア各地で残虐行為を働いたため、2014年2月にアルカーイダ側が「ISILとは無関係である」と発表し、アルカーイダと絶縁した。
6月29日、イラク・シリアにまたがるイスラム国家「イスラム国」の建国とカリフへの即位を宣言した。「私はあなた方から支配権を担った。私はあなた方の中で最も優れているわけではない。私が正しい時には私を支援してくれ。私が悪かったなら私を正してくれ」「あなた方がアッラーとアッラーの使徒に従順であったように、私に従順であれ。私がアッラーとアッラーの使徒に逆らうような行為や態度を示すのなら、あなた方が私に従順である必要はない」と述べ、バグダーディーがシャリーアに従って行動する限り、支持するように呼びかけた。しかし、「イスラム国」を国家承認する国家は存在せず、また、イスラム教を信奉する中東諸国・神学者・歴史学者からは「国家樹立は無効」と批判を浴びた。
11月8日、アメリカ合衆国及び有志国によるISILに対する空爆（生来の決意作戦）により、イラク北部のモースルにて死亡または負傷したとの報道がなされたが、11月13日にISILからバグダーディー本人による音声メッセージが公表され生存が確認された。メッセージの中でバグダーディーは、「ヨルダンとレバノンを制圧し、パレスチナを解放する」と宣言した。負傷後は、治療を受けるためシリアに移動したとされる。
2015年1月20日、シリア人権監視団は、アメリカ空軍がイラク国境で実施した空爆でバグダーディーが負傷し、再びシリアに移動したと発表した。4月21日、ガーディアンは3月18日に有志連合がイラク・シリア国境で実施した空爆で、バグダーディーが重傷を負ったと報道した。5月14日、ISILからバグダーディー本人による音声メッセージが公表された。同月20日にはイラク大統領のフアード・マアスームが共同通信記者との会見で、バグダーディーの容態について「有志連合の空爆で負傷したが、会話が出来ないほど深刻な状態ではない」と述べている。
12月26日、ISILは7か月振りにバグダーディー本人による音声メッセージを公表し、メッセージの中でイスラエルへの攻撃を示唆すると同時に、イスラム諸国による対テロ連合を主導したサウジアラビアを非難した。
2017年5月28日にシリアのラッカ近郊でISIL幹部の会合が行われたのを狙ってロシア軍が空爆を行い、その結果バグダーディーが死亡した可能性があると同国国防省が発表しているが、7月にアメリカのジェームズ・マティス国防長官やロシア政府自身がバグダーディーが死亡したとする情報に否定的な見解を示している。9月28日にはシリアやイラクで戦う構成員を激励する、バグダーディー本人によるとされる録音メッセージがISIL系のメディアを通じて公開されたが、録音時期はわかっていない。
2018年に入っても、生存説が議論されてきたが、2019年4月29日にインターネット上でバグダーディー本人とされる映像が公表された。
2018年頃から、アメリカやトルコ、イラクなどの関係者は、拘束した複数の幹部らからバグダーディーの所在に関する有力な情報を把握し始めた。この頃は、自身の居場所が検知されないよう、シリア北西部のイドリブ県などを転々とし、ぎっしりと野菜を積んで偽装したミニバスの車中で司令官らと組織の戦略について協議する状況にあった。

### 殺害
2019年10月26日にアメリカ軍のデルタフォースを含むエリート特殊部隊がシリア北西部イドリブ県ハーレム郡バリシャにおいて数週間監視下に置いていたバグダーディーに対する急襲作戦を行い、トンネル内に追い詰められたバグダーディーは自爆ベストを爆破させ、自分の子供3人を巻き添えに死亡した。15分後にDNA検査が行われ、バグダーディー本人であることが確認された。一連の作戦を映像で見守ったトランプ大統領は翌27日にホワイトハウスでのテレビ演説で、バグダーディーの死亡を正式に発表した。バグダーディー死亡後の同月31日にISILは後任となるカリフにアブイブラヒム・ハシミが就任したことを発表した。

## 人物
デイリー・テレグラフは、10代の頃のバグダーディーは「暴力や過激思想とは無縁で、内気な宗教学者だった」と報じている。
ロイターによると、バグダーディーはイラク人の妻2人とシリア人の妻1人と結婚しているとされているが、ガーディアンの報道では、2000年にサジャー・アッ＝ドゥライミー（口語発音：サジャー・アッ＝ドレイミー）と結婚し、息子が1人いたが、ホムス県の火力発電所で交戦中に死亡した。また、BBCの報道では、2014年にレバノンで拘束された4〜6歳と見られる少女は、バグダーディーの娘だとされている。2019年10月にアメリカ軍に追い詰められた際には、自分の子供3人と共に最後を迎え、またこの軍事作戦により妻も死亡している。
2013年にシリア国内で拘束したアメリカ人女性、カイラ・ミューラー（Kayla Mueller）を監禁、暴行、強姦して妻としていたとする証言が同時期に拘束されていたヤジディー教徒の少女から得られている。カイラ・ミューラーは脱出できないまま、2015年に行われた有志連合の爆撃に巻き込まれて死亡したものと推定されている。2019年、彼女の名前はバグダーディーを襲撃する作戦（カイラ・ミューラー作戦）の名前として用いられた。
2019年にアメリカ軍の作戦で死亡した際には、妻2人も同作戦に巻き込まれて死亡した。またトルコは翌月にかけてバグダーディーの姉と夫、バグダーディーの別の妻を拘束している。
アブ・バクル・アル・バグダディの3人の娘 ウマイマという名前の娘の1人は、イスラム国の指導者アブ・ヌラディン・ルスタモフと結婚していた。
ヨルダン総合情報部は、アブ・ヌラディン・ルスタモフがアブ・バクル・アル・バグダディ側近の4人のうちの1人であると報告した。